# 傑日三世 (布熱格)
傑日三世（Jerzy III Brzeski，1611年9月4日—1664年7月4日），揚·克里斯蒂安的長子，布熱格公爵（1633—1664），屬於皮雅斯特西里西亞系。傑日三世娶奧萊希尼察卡雷爾二世的女兒索菲·卡塔里娜，但沒有子嗣，1664年去世後弟弟克里斯蒂安繼承他的布熱格公國。

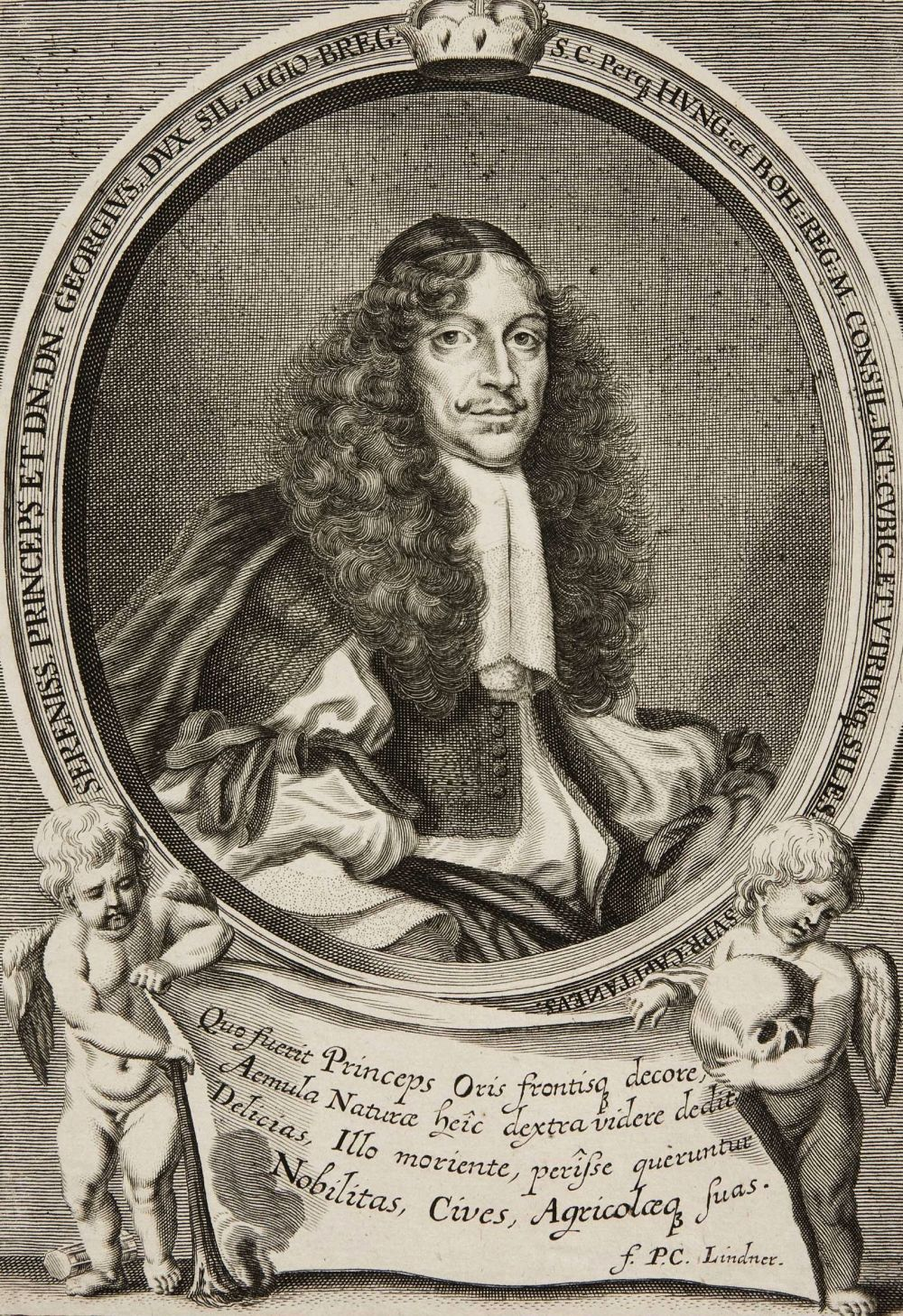
傑日三世